# Odo (Burgund)

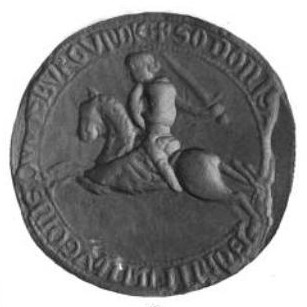
Siegel Odos von Burgund

Wappen Odos

Odo von Burgund (* 1231; † 4. August 1266 in Akkon) war durch Ehe Herr von Bourbon sowie Graf von Nevers, Auxerre und Tonnerre. Er war der älteste Sohn des Herzogs Hugo IV. von Burgund (* 1212; † 1272) und der Jolanthe von Dreux.
Als Erbe des Herzogtums Burgund verheiratete sein Vater ihn im Februar 1248 mit Mathilde II. von Bourbon (* 1234; † 1262), Erbin von Bourbon, Nevers, Auxerre und Tonnerre als Tochter des Archambault IX. von Dampierre, Herrn von Bourbon, und der Jolanthe von Châtillon, Gräfin von Nevers, Auxerre und Tonnerre. Hätte Odo lange genug gelebt und männliche Erben aus dieser Ehe gehabt, wäre aufgrund dieser Ehe die Vereinigung dieser drei Grafschaften mit dem Herzogtum Burgund erfolgt. So aber blieben ihre Geschicke getrennt. Tatsächlich hatte das Paar vier Töchter:
- Jolanthe (Yolande) (* 1247; † 1280), 1262 Gräfin von Nevers, Auxerre und Tonnerre; ⚭  I Johann von Damiette (* 1250; † 1270), ⚭  II Robert von Dampierre
- Margarete (Marguerite) (* 1250; † 1308), 1273 Gräfin von Tonnerre, ⚭ 1268 Karl von Anjou, Graf von Anjou und Provence, König von Sizilien
- Alix (* 1251, † 1290), 1273 Gräfin von Auxerre, ⚭ 1268 Johann I. von Chalon († 1309)
- Johanna (* wohl 1253; † 1271)

Mit Mathildes Tod 1262 erbte die älteste Tochter Jolanthe die Grafschaften Nevers, Auxerre und Tonnerre, von denen sie zwei 1273 an ihre Schwestern weitergab.
Nach dem Tod seiner Gattin reiste Odo mit einem Kontingent von fünfzig Rittern, darunter Érard de Valéry, als Kreuzfahrer ins Heilige Land, wo er am 20. Oktober 1265 in Akkon eintraf. Er beteiligte sich an den Kämpfen gegen den Mamlukensultan Baibars I., der in dieser Zeit Städte und Burgen im Umland von Akkon angriff. Odo starb am 4. August 1266 und wurde auf dem Friedhof der Saint-Nicolas-Kirche in Akkon bestattet, sein Herz wurde nach Frankreich überführt und in der Grablege seiner Familie im Kloster Cîteaux bestattet.